# Jogotrunan
Jogotrunan is een bestuurslaag in het regentschap Lumajang van de provincie Oost-Java, Indonesië. Jogotrunan telt 8891 inwoners (volkstelling 2010).